# Ammut
Ammut (Ammit, Ammet, Amam, Amemet, Ahemait) je u egipatskoj mitologiji bilo čudovište. Spominje se u dvorani Ma'at. Ammutin posao vidi se iz njezinog imena, koje znači "jedačica kostiju". Nadimak joj je Am-heh, što podsjeća na ime boga Huha (u jednoj verziji ime mu je Heh), a jela je srca zlih pokojnika. 

## Karakteristike
Strašni sud bi odlučivao o sudbini pokojnika nakon smrti. Glavni je sudac Oziris, bog plodnosti, a tu je i zapisničar Thoth i mjerač težine, Anubis. Kraj Ozirisa bi stajale njegove sestre. Ipak, ključna je bila Ma'at, božica istine, reda i pravde. Njezin je znak pero. Ammut je stajala kraj vage kojom je gospodario Anubis. Thoth je zapisivao rezultat "vaganja" srca i pera. Ako je duša bila zla, bila je bačena Ammut, koju su još zato zvali Gutačica ili Neman. Ammut nikad nije bila štovana, a Egipćani su je se bojali jer je predstavljala tri životinje, vodenkonja, krokodila i leoparda. Te su životinje bile pogubne za Egipćane pa su zato zamišljali da su sve skupljene u jedno stvorenje, Ammut. Ali, međutim, Ammut je bila "dobri demon", čuvarica vatrenog jezera.

## U popularnoj kulturi
- u romanu Will Wilder and the Lost Staff of Wonders, Ammit je demon koji proždire nevjernike i pomaže višem demonu Amonu.

## Vanjske poveznice
|  | Zajednički poslužitelj ima još gradiva o temi Ammut |